# 11092 Івакісан
11092 Івакісан (11092 Iwakisan) — астероїд головного поясу, відкритий 4 березня 1994 року.
Тіссеранів параметр щодо Юпітера — 3,351.